# Ptilidiales
Ptilidiales là một bộ rêu trong ngành Marchantiophyta.